# 89 Leonis
89 Leonis (89 Leo / HD 100563 / HR 4455) es una estrella en la constelación de Leo situada a 1,5º de τ Leonis muy cerca del límite con Virgo. De magnitud aparente +5,70, no tiene letra griega de Bayer y es comúnmente conocida por su número de Flamsteed.
Situada a 87 años luz del sistema solar, 89 Leonis es una estrella blanco-amarilla de la secuencia principal de tipo espectral F5.5V con una temperatura efectiva de 6450 K. Es tres veces más luminosa que el Sol y su radio es un 30 % mayor que el radio solar. De características físicas similares a otras estrellas más conocidas como Tabit (π3 Orionis) o γ Serpentis, su masa es un 28 % mayor que la masa solar. Más joven que el Sol, su edad varía según la fuente consultada entre 730 y 1000 millones de años.
89 Leonis tiene una metalicidad, expresada como su abundancia relativa de hierro, superior a la solar en un 38 %.
Su velocidad de rotación proyectada —límite inferior de la misma— es de 13,5 km/s, a la que corresponde un período de rotación igual o menor a 5,24 días.
Este valor es muy inferior al período de rotación del Sol —en torno a 26 días—, pero queda muy lejos del que muestran estrellas más calientes como Altair (α Aquilae), cuyo período es de aproximadamente 10 horas. 